# Lasioglossum mesoviride
Lasioglossum mesoviride är en biart som beskrevs av Ebmer 1974. Lasioglossum mesoviride ingår i släktet smalbin, och familjen vägbin. Inga underarter finns listade i Catalogue of Life.